# کیارا زنی
کیارا زَنی (انگلیسی: Chiara Zanni؛ ‏‎/ˈkɪɑːrə ˈzæni/‎؛ ‏ زادهٔ ۱۹ ژوئیهٔ ۱۹۷۸) بازیگر، صداپیشه، کمدین و خواننده اهل کانادا است. وی از سال ۱۹۸۶ میلادی تاکنون مشغول فعالیت بوده‌است.
از فیلم‌ها یا برنامه‌های تلویزیونی که وی در آن نقش داشته‌است، می‌توان به ایکس ۲، موفق باشی چاک، انگیزه و سوپرنچرال اشاره کرد.